# 社会資本整備審議会
社会資本整備審議会（しゃかいしほんせいびしんぎかい）とは、日本において国土交通省設置法（平成11年7月16日法律第100号）に基づき国土交通省内に設置された審議会等のひとつ。

## 概説
国土交通大臣の諮問に応じて、不動産業、宅地、住宅、建築、建築士及び官公庁施設に関する重要事項を調査審議し、関係行政機関（国土交通大臣など）に意見陳述することなどを目的とする（同法13条）。
1999年（平成11年）4月27日に閣議決定された「審議会等の整理合理化に関する基本的計画」に基づき、建設省に置かれたそれまでの都市計画中央審議会を発展改組し、住宅宅地審議会、建築審議会、道路審議会、河川審議会、歴史的風土審議会、公共用地審議会の7つの審議会を廃止かつその機能を吸収することで、新たに「社会資本整備審議会」として設置されることとなった。
2001年（平成13年）1月6日、中央省庁等改革基本法（平成10年6月12日法律第103号）の施行とともに発足した。

## 組織
- 委員は30人以内（社会資本整備審議会令[3]2条）。
- 審議会の中に、11つの分科会（計画、環境、技術、昇降機等事故調査、公共用地、産業、住宅宅地、都市計画・歴史的風土、河川、道路、建築）を置く（同令6条）。さらに、審議会本体および分科会ごとに部会を置くことができる（同令7条）。